# 阿玉溪
阿玉溪，位於台灣北部，屬於淡水河水系，流域分佈於新北市烏來區東部，因發源阿玉山而得名。其源頭位於海拔1,420公尺的阿玉山北側，向北流經西坑，於孝義注入桶後溪。
阿玉溪為大台北地區溯溪活動的據點之一。